# Nicolas Audet
Nicolas Audet (1481-1562) est un carme, originaire de l'île de Chypre, prieur général et réformateur de sa famille religieuse, à l'époque de la Renaissance.

## Biographie

### Un général réformateur

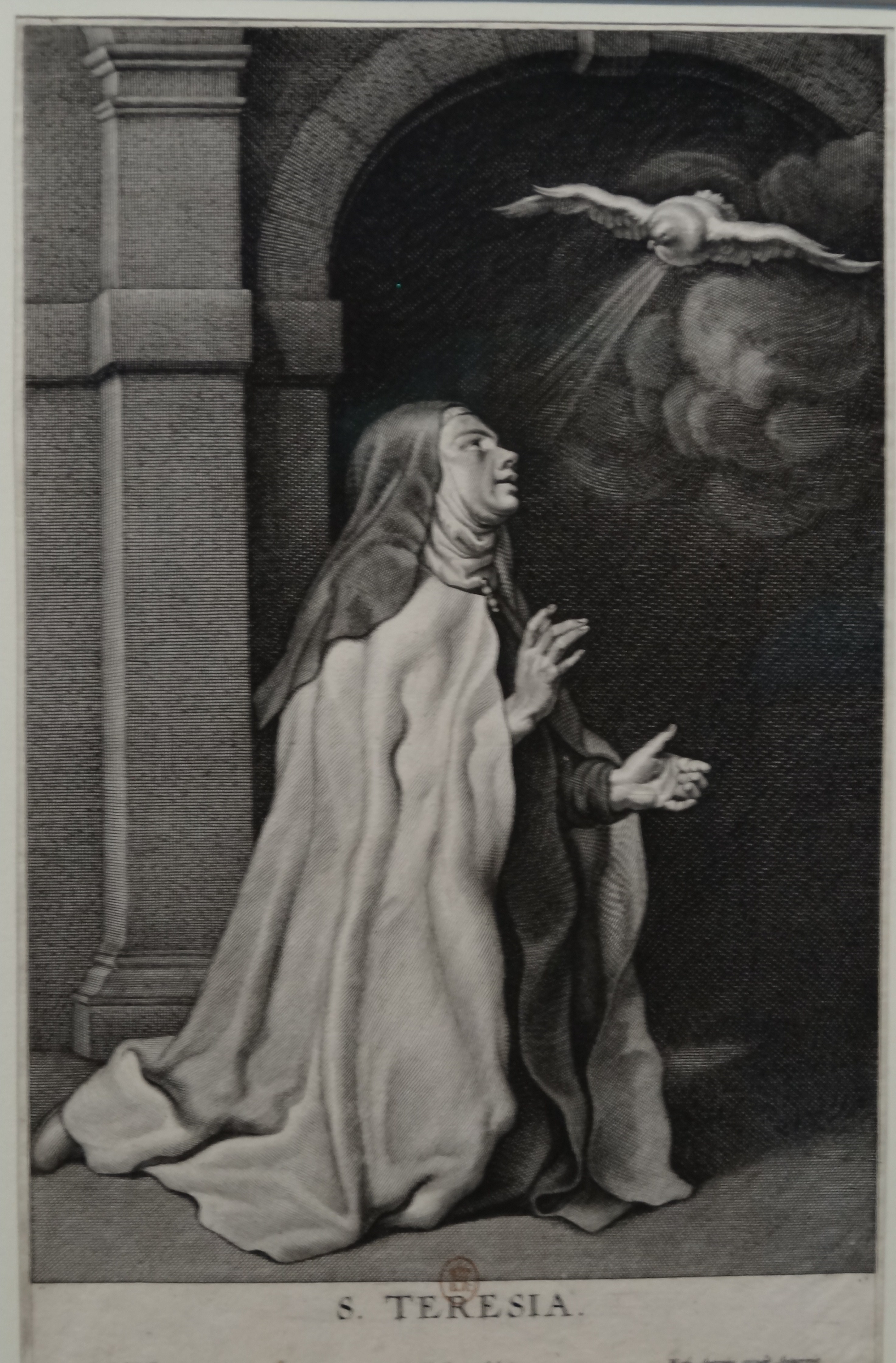
Thérèse d'Avila (par Rubens)

Nicolas Audet est né en 1481 à Chypre, dans une famille d'ascendance française. Entré chez les carmes, il s'y fait remarquer par la puissance de sa personnalité, alliant ténacité, prudence et bonté. Aussi le pape Adrien VI (un Hollandais au tempérament réformateur) le nomme-t-il, en 1523, vicaire général de l'Ordre, sous le généralat de Bernardino Landucci. Certain d'être élu à la tête de sa famille religieuse au prochain chapitre de l'Ordre, Nicolas établit aussitôt son programme de réforme et publie un ouvrage, l'Isagogicon, dans lequel il dénonce les manquements de ses confrères, tout en suggérant des moyens pour y remédier. Une fois élu, le 8 mai 1524, au chapitre général de Venise, il s'empresse de faire approuver par ce dernier les nouvelles constitutions qu'il vient de mettre au point, sur base de ses propres travaux et des textes législatifs du réformateur Jean Soreth. Les décrets pris à ce moment-là se verront encore explicités et renforcés aux chapitres généraux suivants, en 1532, 1539 et 1548. Pour mener à bien sa réforme, Nicolas visite les couvents de chaque province ou y envoie des délégués, parmi lesquels Egidio Riccardi. C'est ainsi que, dans un rapport rédigé entre 1550 et 1557, il peut annoncer que, sur quatre-vingts provinces, cinq ont été totalement ramenées à la stricte observance : Allemagne inférieure, France, Narbonne, Castille et Portugal.

### Face à de multiples problèmes
Une telle œuvre ne s'est pas accomplie sans difficultés : de nombreux carmes ont préféré quitter le cloître plutôt que de changer leurs habitudes de vie, particulièrement en Castille. Il faut dire que, dès le commencement de son généralat, Nicolas avait rencontré des résistances. D'une part, à la mort de Landucci, le provincial de Narbonne, Étienne Joannesius, s'était permis de convoquer un chapitre à Montpellier, où il s'était fait élire prieur général de l'Ordre à la place d'Audet. D'autre part, la congrégation de Mantoue refusant de reconnaître un droit de visite au général, il s'en était suivi, de 1533 à 1539, un procès, au terme duquel le tribunal de la Rote avait tranché en faveur de Nicolas, tout en restreignant, cependant, les droits de ce dernier. La plus grande épreuve de son généralat a toutefois consisté dans la perte des cent vingt couvents situés dans les six provinces détruites par le protestantisme et l'anglicanisme. Nicolas avait, pour sa part, opté en faveur d'une réforme à l'intérieur du catholicisme. Dans cette perspective, il a fait pression sur les papes pour que ceux-ci réforment une Curie romaine trop empressée à vendre aux religieux dispenses et bénéfices, ce qui avait pour résultat de réduire à néant les efforts des réformateurs. À partir de 1554, il a également participé activement aux sessions du concile de Trente, avant de décéder, aux premiers jours de décembre 1562, après quarante ans à la tête de l'Ordre.

## Postérité
À travers les nouvelles constitutions, Nicolas entendait mettre l'accent sur l'observance de la pauvreté, de la vie commune et de la clôture. Il cherchait également à réorganiser la formation et les études, en veillant à un meilleur discernement dans le choix des candidats à la vie carmélitaine. Fidèle à la vocation contemplative du Carmel, il insistait sur la célébration de la liturgie selon le rite propre à l'Ordre. À cet effet, il a publié, en 1544, une version corrigée de l'Ordinale de Sibert de Béka, avant de s'employer à des travaux d'édition du missel et du bréviaire de l'Ordre. Les constitutions d'Audet seront reprises et mises en conformité avec les décrets du Concile de Trente, par le prieur général suivant, Jean-Baptiste Rossi (dit Rubeo), nommé le 16 décembre 1562 par Pie IV. C'est ce même Rubeo qui, de passage à Avila, le 12 avril 1567, approuvera l'œuvre réformatrice de Thérèse de Jésus, commencée sous le généralat de son prédécesseur.